# فیلم‌شناسی محسن تنابنده
منبعی مستند برای اطلاع از سریال ها و فیلم های سینمایی محسن تنابنده
این مقاله فهرستی از آثار محسن تنابنده، بازیگر، کارگردان، نویسنده و بازیگردان ایرانی است.
او در سال ۱۳۸۸ برای بازی در فیلم‌های سنگ اول و هفت دقیقه تا پائیز و در سال ۱۳۹۵ برای بازی در فیلم فراری سیمرغ بهترین بازیگر نقش اول مرد از جشنوارهٔ فیلم فجر دریافت کرده‌است.

## آثار

### سینما
| سال تولید | عنوان فیلم                            | بازیگر | نویسنده | کارگردان           | نقش         |
| --------- | ------------------------------------- | ------ | ------- | ------------------ | ----------- |
| ۱۴۰۲      | زودپز                                 | آری    | آری     | رامبد جوان         | سیروس       |
| ۱۴۰۱      | جنگ جهانی سوم                         | آری    | نه      | هومن سیدی          | شکیب        |
| ۱۴۰۰      | قهرمان                                | آری    | نه      | اصغر فرهادی        | بهرام       |
| ۱۳۹۹      | روزی روزگاری آبادان                   | آری    | نه      | حمیدرضا آذرنگ      | مصیب        |
| ۱۳۹۸      | عنکبوت                                | آری    | نه      | ابراهیم ایرج‌زاد    | سعید حنایی  |
| ۱۳۹۸      | سه کام حبس                            | آری    | نه      | سامان سالور        | مجتبی       |
| ۱۳۹۷      | قسم                                   | نه     | آری     | محسن تنابنده       | -           |
| ۱۳۹۶      | شکستن همزمان بیست استخوان             | آری    | نه      | جمشید محمودی       | عظیم        |
| ۱۳۹۴      | فراری                                 | آری    | نه      | علیرضا داودنژاد    | نادر        |
| ۹۴–۱۳۸۸   | محمد رسول‌الله                         | آری    | نه      | مجید مجیدی         | ساموئل      |
| ۱۳۹۳      | گینس                                  | آری    | آری     | محسن تنابنده       | بیک         |
| ۱۳۹۳      | ایران برگر                            | آری    | نه      | مسعود جعفری جوزانی | فتح‌الله خان |
| ۱۳۹۲      | لامپ ۱۰۰                              | آری    | نه      | سعید آقاخانی       | فرزین       |
| ۱۳۸۸      | سن پطرزبورگ                           | آری    | نه      | بهروز افخمی        | کریم        |
| ۱۳۸۸      | ندارها                                | آری    | نه      | محمدرضا عرب        | محمود       |
| ۱۳۸۸      | سنگ اول                               | آری    | نه      | ابراهیم فروزش      | حسنعلی      |
| ۱۳۸۸      | هفت دقیقه تا پاییز                    | آری    | آری     | علی‌رضا امینی       | نیما        |
| ۱۳۸۷      | پسرها سرباز به دنیا نمی‌آیند(تله فیلم) | نه     | آری     | شاهد احمدلو        |             |
| ۱۳۸۶      | استشهادی برای خدا                     | آری    | آری     | علی‌رضا امینی       | شیخ علی‌محمد |
| ۱۳۸۶      | زمانی برای دوست داشتن                 | آری    | نه      | ابراهیم فروزش      | امیری       |
| ۱۳۸۶      | هندوانه شب یلدا (تله فیلم)            | آری    | نه      | سعید آقاخانی       | غفار        |
| ۱۳۸۵      | اگه می‌تونی منو بگیر                   | نه     | آری     | شاهد احمدلو        | -           |
| ۱۳۸۵      | به خاطر سوگند(تله فیلم)               | آری    | نه      | سید رحیم حسینی     | ابی         |
| ۱۳۸۴      | آفساید                                | آری    | نه      | جعفر پناهی         | بلیط فروش   |
| ۱۳۸۴      | چند کیلو خرما برای مراسم تدفین        | آری    | نه      | سامان سالور        | صدری        |
| ۱۳۸۴      | چند می‌گیری گریه کنی                   | نه     | آری     | شاهد احمدلو        | -           |
| ۱۳۸۲      | دانه‌های ریز برف                       | آری    | نه      | علی‌رضا امینی       | بهنام کله   |
| ۱۳۸۲      | کنار رودخانه                          | نه     | نه      | علی‌رضا امینی       | (بازیگردان) |

### تلویزیون
| سال تولید | عنوان سریال        | بازیگر | نویسنده | بازیگردان | کارگردان    | نقش           |
| --------- | ------------------ | ------ | ------- | --------- | ----------- | ------------- |
| ۱۴۰۳      | پایتخت ۷           | آری    | آری     | آری       | سیروس مقدم  | نقی معمولی    |
| ۱۳۹۹–۱۳۹۸ | پایتخت ۶           | آری    | آری     | آری       | سیروس مقدم  | نقی معمولی    |
| ۱۳۹۶      | پایتخت ۵           | آری    | آری     | آری       | سیروس مقدم  | نقی معمولی    |
| ۱۳۹۵      | علی‌البدل           | آری    | آری     | آری       | سیروس مقدم  | آغاسی (مشاور) |
| ۱۳۹۴      | پایتخت ۴           | آری    | آری     | آری       | سیروس مقدم  | نقی معمولی    |
| ۱۳۹۲–۱۳۸۷ | سرزمین مادری       | آری    | نه      | نه        | کمال تبریزی | مرتضی         |
| ۱۳۹۲      | پایتخت ۳           | آری    | آری     | آری       | سیروس مقدم  | نقی معمولی    |
| ۱۳۹۱      | پایتخت ۲           | آری    | آری     | آری       | سیروس مقدم  | نقی معمولی    |
| ۱۳۹۰      | چک برگشتی          | نه     | آری     | نه        | سیروس مقدم  | -             |
| ۱۳۸۹      | پایتخت             | آری    | آری     | آری       | سیروس مقدم  | نقی معمولی    |
| ۱۳۸۸      | چاردیواری          | نه     | آری     | نه        | سیروس مقدم  | -             |
| ۱۳۸۷      | مأمور بدرقه        | آری    | نه      | نه        | سعید سلطانی | افشین         |
| ۱۳۸۶      | پیامک از دیار باقی | نه     | آری     | نه        | سیروس مقدم  | -             |
| ۱۳۸۵      | زندگی به شرط خنده  | نه     | آری     | نه        | مهدی مظلومی | -             |

### نمایش خانگی
| سال تولید | عنوان سریال | بازیگر | کارگردان        | نقش                                                 |                |  |
| ۱۴۰۴      | کندو        | آری    | شهرام شاه حسینی |                                                     | همچنین نویسنده |  |
| ۱۴۰۱      | رهایم کن    | آری    | شهرام شاه حسینی | حاتم نایب‌سرخی                                       | فیلیمو         |  |
| ۱۳۹۳      | ابله        | آری    | کمال تبریزی     | سکینه خانم                                          | نمایش خانگی    |  |
| ۱۳۹۲      | شاهگوش      | آری    | داوود میرباقری  | اسماعیل ذکاوت(شب نما) اسفندیار مجبو حاجی محسن طلایی | نمایش خانگی    |  |

### تئاتر
از بازیگری او در عرصهٔ تئاتر می‌توان به بازی وی در نمایش‌های «همسر چینی» نوشتهٔ رحمت امینی و به کارگردانی حسن وارسته در تیر ۱۳۷۸ در تالار مولوی، نوشتهٔ رحمت امینی و به کارگردانی حسن وارسته در تابستان ۱۳۷۶ در تالار کوچک مجموعه تئاتر شهر، «حسنک کجایی» در پاییز ۱۳۷۸ در تالار کوچک مجموعه تئاتر شهر، «بارعام» نوشته و کار حسن وارسته در تابستان ۱۳۷۴ در سالن شماره دو تئاتر شهر، «جریان عصبی» نوشته و کار حسن وارسته؛ ۳۱ شهریور ۱۳۷۷ نوشته و کار علیرضا نادری و «شوایک» کار کوروش نریمانی در سال ۱۳۸۵ اشاره کرد.
تنابنده در سال ۱۳۹۸ پس از ۱۳ سال دوری از صحنه با نمایش «مولن روژ» به تئاتر برگشت.